# Konrad Loerke
Konrad Loerke (* 26. Januar 1909 in Prökuls bei Memel; † 1975 in Buschhoven bei Bonn) war ein deutscher Marineoffizier. Er wurde 1959 für eine Tat im Zweiten Weltkrieg mit dem Offizierskreuz der französischen Ehrenlegion ausgezeichnet.

## Reichs- und Kriegsmarine
Loerke trat 1929 in die Reichsmarine ein und diente auf Torpedobooten und Zerstörern. Von April 1939 bis zum 2. Mai 1942 war Kapitänleutnant Loerke Erster Offizier auf dem Zerstörer Hermann Schoemann (Z 7). Während dieser Zeit war er – nachdem Kommodore Friedrich Bonte und dessen Stab bei Narvik gefallen waren – vom 16. April bis zum 30. Mai 1940 mit der Wahrnehmung der Geschäfte des 1. Admiralstabsoffiziers (1. Asto) beim (ebenfalls kommissarischen) Führer der Zerstörer (F.d.Z.) beauftragt, und von Juli bis Oktober 1940 war er kommissarisch Kommandant des Zerstörers.
Im Juni 1942 wurde er Kommandant des Torpedoboots Möwe, im August 1942 des Torpedoboots Jaguar, die zu dieser Zeit jeweils zu Reparaturen in der Werft lagen. Im Oktober 1942 übernahm er das Kommando über das Torpedoboot Falke, mit dem er in La Pallice und ab Februar 1943 in Brest stationiert war. Im März 1943 wurde er ins Mittelmeer versetzt, wo er bei der neu aufgestellten 4. Geleitflottille in La Spezia Kommandant des mit der Nummer TA 11 von der Kriegsmarine in Dienst gestellten ehemals französischen Torpedoboots L'Iphigénie wurde und das Boot bis zur Auflösung der Flottille im August 1943 kommandierte. Am 1. April 1943 wurde er zum Korvettenkapitän befördert. Am 19. Mai 1943 erhielt er das Deutsche Kreuz in Gold. Als, ebenfalls am 19. Mai 1943, das französische Post- und Passagierschiff Général Bonaparte etwa 40 Seemeilen vor Nizza von dem britischen U-Boot Sportsman torpediert und versenkt wurde, eilte Loerke, der sich mit seinem Boot und dem Schwesterboot TA 10 (ex frz. La Pomone) auf der Fahrt von La Spezia nach Toulon befand, mit den beiden Torpedobooten an die Untergangsstelle und nahm, trotz der Anwesenheit des feindlichen U-Boots, insgesamt 148 Überlebende, darunter viele Frauen und Kinder, an Bord und brachte sie nach Toulon.
Am 21. August 1943 wurde Loerke erster Kommandant des neu in Dienst gestellten Zerstörers Z 39, den er bis Kriegsende befehligte. Von August bis Dezember 1944 war er gleichzeitig Marineverbindungsoffizier zur Heeresgruppe Nord, während sein Boot nach am 23. Juni 1944 erhaltenen Bombentreffern in der Werft lag.

## Nachkriegsjahre
Nach dem Krieg war Loerke zunächst Personalchef beim Deutschen Minenräumdienst in Cuxhaven, später bei der Bundesmarine u. a. Marineattaché in Paris und ab 1959 Kommandeur der 3. Schiffsstammabteilung in Glückstadt.
Nach Kriegsende wurde Konrad Loerke in Frankreich zunächst als Kriegsverbrecher gesucht, da man ihn beschuldigte, im Mai 1943 die Général Bonaparte torpediert zu haben. Seine wahre Rolle bei der Katastrophe wurde jedoch durch die Überlebenden bezeugt.

## Ehrungen
Am 19. Februar 1959 wurde Loerke, inzwischen Fregattenkapitän und deutscher Marineattaché in Frankreich, in Paris von Admiral Henri Nomy, dem französischen Admiralstabschef, für seine Rettungstat im Kriege mit dem Offizierskreuz der Ehrenlegion ausgezeichnet. Er war der erste deutsche Marineoffizier, dem diese Ehrung zuteilwurde.
Am 22. Februar 1967 wurde Loerke mit dem Bundesverdienstkreuz 1. Klasse ausgezeichnet.